# Serge Gleyzes
Pas d'image ? Cliquez ici

a Compétitions nationales et continentales officielles uniquement.

b Matchs officiels uniquement.
Serge Gleyzes, né le 18 décembre 1948 à Douzens, est un joueur de rugby à XIII dans les années 1960 et 1970 évoluant au poste de troisième ligne ou de deuxième ligne.
Natif de l'Aude, il joue pour l'AS Carcassonne avec lequel il remporte le Championnat de France en 1972. Il évolue ensuite sous le maillot du SO Avignon.
Ses bonnes prestations en club l'amènent à être sélectionné à de nombreuses reprises en équipe de France entre 1971 et 1977, remportant notamment la Coupe d'Europe des nations en 1977.

## Palmarès
- Collectif :
  - Vainqueur de la Coupe d'Europe des nations : 1977 (France).
  - Vainqueur du Championnat de France : 1972 (AS Carcassonne).
  - Finaliste de la Coupe de France : 1973 (AS Carcassonne).

### Détails en sélection
| 1.  | 11 novembre 1971  | Nouvelle-Zélande | 11-27 | Test-match     | Deuxième ligne | - | - | - | - |
| 2.  | 21 novembre 1971  | Nouvelle-Zélande | 2-24  | Test-match     | Deuxième ligne | - | - | - | - |
| 3.  | 28 novembre 1971  | Nouvelle-Zélande | 3-3   | Test-match     | Deuxième ligne | - | - | - | - |
| 4.  | 6 février 1972    | Grande-Bretagne  | 9-10  | Test-match     | Deuxième ligne | - | - | - | - |
| 5.  | 12 mars 1972      | Grande-Bretagne  | 10-45 | Test-match     | Deuxième ligne | - | - | - | - |
| 6.  | 28 octobre 1972   | Nouvelle-Zélande | 20-9  | Coupe du monde | Deuxième ligne | - | - | - | - |
| 7.  | 1er novembre 1972 | Grande-Bretagne  | 4-13  | Coupe du monde | Deuxième ligne | - | - | - | - |
| 8.  | 5 novembre 1972   | Australie        | 9-31  | Coupe du monde | Deuxième ligne | - | - | - | - |
| 9.  | 9 décembre 1973   | Australie        | 9-21  | Test-match     | Remplaçant     | - | - | - | - |
| 10. | 16 décembre 1973  | Australie        | 3-14  | Test-match     | Deuxième ligne | - | - | - | - |
| 11. | 2 janvier 1974    | Grande-Bretagne  | 5-24  | Test-match     | Deuxième ligne | - | - | - | - |
| 12. | 19 janvier 1975   | Angleterre       | 9-11  | Coupe d'Europe | Deuxième ligne | - | - | - | - |
| 13. | 2 mars 1975       | Pays de Galles   | 14-7  | Coupe du monde | Deuxième ligne | - | - | - | - |
| 14. | 16 mars 1975      | Angleterre       | 2-20  | Coupe du monde | Deuxième ligne | - | - | - | - |
| 15. | 15 juin 1975      | Nouvelle-Zélande | 0-27  | Coupe du monde | Deuxième ligne | - | - | - | - |
| 16. | 21 juin 1975      | Australie        | 6-26  | Coupe du monde | Deuxième ligne | - | - | - | - |
| 17. | 20 février 1977   | Pays de Galles   | 13-2  | Coupe d'Europe | Deuxième ligne | - | - | - | - |